# Aina mun pitää
Az Aina mun pitää (magyarul: Nekem mindig kell) egy dal, amely Finnországot képviselte a 2015-ös Eurovíziós Dalfesztiválon, Bécsben a finn Pertti Kurikan Nimipäivät előadásában. A dal a 2015. február 28-án rendezett finn nemzeti döntőben, az Uuden Musiikin Kilpailun nyerte el az indulás jogát.
A zenekar különlegessége, hogy mind a négy tagja értelmi fogyatékossággal él. A dal magáénak tudhat egy rekordot: ez az Eurovíziós Dalfesztiválok történetének legrövidebb dala (1 perc 27 másodperc).

## Eurovíziós Dalfesztivál
A dalt az Eurovíziós Dalfesztiválon a május 19-i első elődöntőben adták elő, fellépési sorrendben ötödikként a Hollandiát képviselő Trijntje Oosterhuis Walk Along című dala után, és a Görögországot képviselő Maria-Elena Kyriakou One Last Breath című dala előtt. Az elődöntőben a tizenhatodik, utolsó helyen végeztek, így nem jutottak tovább a május 23-i döntőbe.
A következő finn induló Sandhja Sing It Away című dala volt a 2016-os Eurovíziós Dalfesztiválon.